# Tyler Cross
Tyler Cross est une série de bande dessinée française scénarisée par Fabien Nury, dessinée par Brüno et colorisée par Laurence Croix. Éditée par Dargaud à partir d'août 2013, elle compte pour l'heure trois albums qui, bien que formant une suite, peuvent se lire indépendamment les uns des autres, et un supplément racontant les sources cinématographiques de l'univers. 

## Univers
Hommage appuyé aux films noirs, la série prend pour cadre l'Amérique des années 1950. On suit les aventures d'un porte-flingue sans scrupule nommé Tyler Cross. 

## Albums
- 1 , Black Rock, sorti en août 2013. Rescapé miraculeusement d'un bain de sang, le héros se retrouve avec 17 kg d'héroïne dans un bled perdu du Texas[1]. Mais la famille Pragg qui règne sur la ville ne voit pas cette arrivée d'un bon œil[2].
- 2 , Angola, sorti en août 2015. Trahi par son commanditaire, Tyler Cross est envoyé au bagne, à Angola, en Louisiane. Reste maintenant pour lui à survivre et à s'enfuir[3].
- 3 , Miami, sorti en mars 2018. Tyler Cross retrouve son avocat qui le croyait mort. En guise de dédommagement, l'homme de loi envoie le gangster sur un coup. Il s'agit de récupérer un pot de vin que s'octroie un promoteur immobilier véreux[4].
- 4 , Vintage and Badass, le cinéma de Tyler Cross, sorti en 2018. L'album n'est pas une aventure comme les trois autres. Ce supplément retrace les nombreuses références cinématographiques qui ont nourri l'univers de la série[5],[6].

### Accueil critique
La série se fait remarquer par la presse dès la parution de son premier tome, simplement intitulé Tyler Cross. L'album décroche le prix de la bd du Point 2013 et le prix de la bd Fnac 2014,. Il figure également dans la sélection du prix des lecteurs Ouest France au Festival Quai des bulles de Saint-Malo, en 2013.
En avril 2018, les deux premiers tomes s'étaient déjà vendus, respectivement, à plus de 83 000 et 55 000 exemplaires.